# Райскирхен
Райскирхен (нем. Reiskirchen) — община в Германии, в земле Гессен. Подчиняется административному округу Гиссен. Входит в состав района Гиссен. Население составляет 10 556 человек (на 30 июня 2009 года). Занимает площадь 44,99 км².
Община подразделяется на 8 сельских округов.

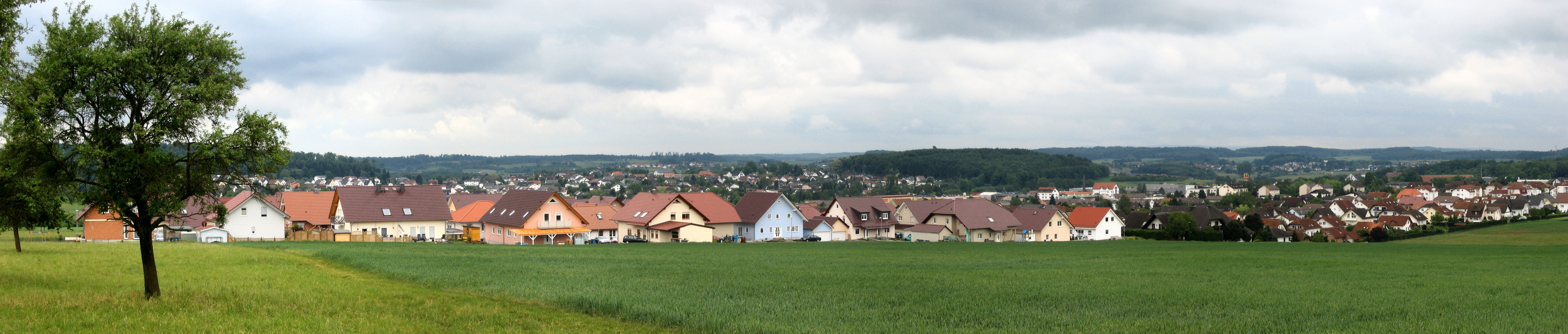
Панорама